# Google Chat
Чат Google (раніше відомий як Hangouts Chat) — це комунікаційна служба, розроблена Google. Спочатку розроблений для великих компаній та бізнес-середовища, а згодом став доступним для звичайних облікових записів споживачів. Забезпечує пересилання приватних повідомлень, групові розмови та спільноти, які дозволяють користувачам створювати та призначати завдання, а також ділитися файлами в головному чаті на додаток до спілкування в чаті. Доступ до нього можна отримати через власний вебсайт і додаток або через вебсайт і додаток Gmail.
Вперше Google Chat було запущено 9 березня 2017 року як один із двох додатків, які замінюють Google Hangouts, а інший — Google Meet. 9 квітня 2020 року було перейменовано на Google Chat. Спочатку був доступний лише для клієнтів Google Workspace, але в лютому 2021 року Google почав розгортати Google Chat у «ранньому доступі» для звичайних облікових записів споживачів, поки він не став повністю доступним у квітні 2021 року. 1 листопада 2022 року Google припинив підтримку оригінальної версії Hangouts і замінив її на Chat.

## Історія

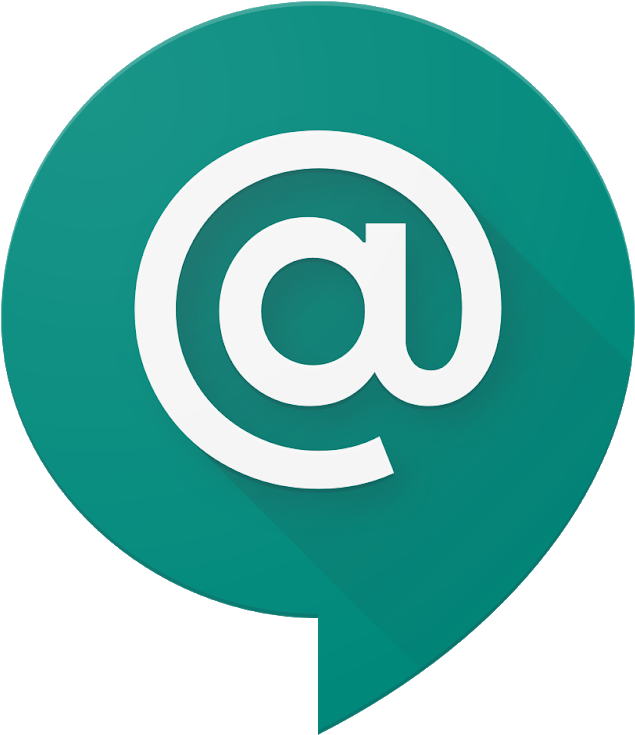
Логотип Google Chat використовувався з 2017 року по жовтень 2020 року

Google Chat було вперше запущено як Hangouts Chat 9 березня 2017 року для клієнтів Google Workspace (називався G Suite до жовтня 2020 року) лише як заміну Google Hangouts. Усі пакети G Suite мали ідентичні функції, за винятком відсутності збереження даних Vault у пакеті Basic.
9 квітня 2020 року Google змінив бренд Hangouts Chat на Google Chat. Після цього ребрендингу та подібних змін для Hangouts Meet бренд Hangouts буде видалено з Google Workspace.

### Міграція з Hangouts
Google вперше оголосив про свій план припинити використання Google Hangouts у жовтні 2019 року. А в жовтні 2020 року у Google анонсували відкриття Google Chat для споживачів у 2021 році. У Google також повідомили, що бесіди, контакти та історія Hangouts будуть перенесені до Google Chat.
Чат Google почав розгортатися для облікових записів споживачів у режимі «раннього доступу» в лютому 2021 року, але тоді в Google заявили, що Hangouts залишатиметься продуктом споживчого рівня для людей, які використовують стандартні облікові записи Google. До квітня 2021 року Google Chat став повністю доступним безкоштовно як сервіс «раннього доступу» для користувачів, які вирішили використовувати його замість Hangouts.
У серпні 2021 року Google почав автоматично виходити з облікових записів користувачів Google Hangouts на iOS і Android і сповіщати їх про перехід на Google Chat.
Google планувала припинити підтримку Google Hangouts і замінити його Google Chat на початку 2022 року. У лютому 2022 року Google оголосила про плани розпочати остаточний перехід усіх клієнтів Google Workspace із Google Hangouts на Google Chat до травня 2022 року. У вересні 2022 року в Google повідомили, що всі дані Hangouts будуть видалені до 1 січня 2023 року.

## Особливості
Чат Google розділений на два розділи: чат і простори. Розділ «Чат» містить прямі розмови з іншими людьми та групові розмови. Окрім можливості доступу до чату Google із вебсайту та додатка, до чату Google також можна отримати доступ через інтеграцію з вебсайтом і додатком Gmail.
У травні 2022 року Google оголосив, що Chat відображатиме банери, які застерігатимуть користувачів від потенційних атак фішингу та зловмисного програмного забезпечення з особистих облікових записів. Ця розробка для Google Chat була останньою спробою запобігти фішингу та порушенням безпеки користувачів.
У липні 2023 року Google додав нові функції, щоб досягти рівності функцій з іншими широко використовуваними месенджерами. Нові функції чату включають: інтелектуальне створення повідомлень (також доступне в Gmail та Google Docs), редагування та видалення повідомлень для облікових записів споживачів (раніше було доступно лише для облікових записів Google Workspace), цитування повідомлень, сповіщення про прочитання в групових чатах, текстові гіперпосилання, приховування неактивних розмов, можливість додавати програми з Google Workspace Marketplace для отримання додаткових функцій.

### Spaces

Знімок екрана простору чату Google із трьома вкладками вгорі: «Чат», «Файли» та «Завдання»

Spaces, що спочатку мав назву Rooms, — це функція чату, створена в Google Chat для тематичної співпраці зі спільним використанням файлів, завдань та розмов. Він функціонує разом із Google Chat та Google Meet для інтеграції функцій групової продуктивності, таких як потоки повідомлень і співпраця в реальному часі, щоб організовувати тематичні розмови, не виходячи з Gmail. Ця функція відроджує назву бренду, яка раніше використовувалася в аналогічній автономній службі з такою ж назвою з 2016 по 2017 роки, з ребрендингом, що відбувається в рамках розширення Google Workspace для всіх користувачів у 2021 році. Простори створені для співпраці над довгостроковими проєктами. На відміну від чат-кімнат, групові бесіди підтримують лише спілкування в чаті та не мають жодних функцій завдань або окремої вкладки файлів для перегляду списку спільних файлів. Spaces також дозволяє користувачам змінювати назву чату, що неможливо в групових розмовах, і вони дозволяють користувачам отримувати сповіщення лише тоді, коли їх згадують. У кожному просторі є три вкладки: вкладка для спілкування в чаті, вкладка для обміну файлами та вкладка для створення та призначення завдань.
Сервіс доступний із Gmail разом із Chat і Meet як частина розширення Google Workspace для всіх користувачів Gmail. Після перезапуску Spaces дозволяє до 8000 користувачів співпрацювати над проєктами та використовувати інші функції Workspace, як-от створення документів Google Drive і зустрічей Google Meet у Spaces, а також інтеграцію зі створенням завдань і доступністю календаря. Простір доступний для виявлення в усій організації, а автор простору є менеджером простору за умовчанням із можливістю делегувати статус менеджера іншому користувачеві. Перехід від Rooms до Spaces також покращив функції модерації та безпеки. У лютому 2022 року Google випустив новий інтерфейс Gmail для Workspace, який був розроблений для кращої інтеграції Spaces, а також Chat і Meet. Очікується, що Spaces отримає розширену функціональність, коли Google Currents буде закрито протягом 2023 року, а вміст користувача буде перенесено до Spaces.

#### Особливості
- Внутрішній тематичний ланцюжок[33]
- Пошук у кількох просторах[33]
- Перегляд вмісту повідомлень користувача[33]
- Обмін файлами[24]
- Завдання[24]
- Перегляд документів і чату поруч[24][34]
- Створення подій календаря[24]
- Індикатори присутності в Інтернеті[24][35]
- Закріплення повідомлень[36][37]
- Відеоконференції[38]
- Спеціальні смайли[39]
- Цитата у відповідь[40]